# 52337 Compton
52337 Compton este un asteroid din centura principală, descoperit pe 2 septembrie 1992, de Freimut Börngen și Lutz Schmadel.